# Randia longifolia
Randia longifolia är en måreväxtart som beskrevs av C.Gust.. Randia longifolia ingår i släktet Randia och familjen måreväxter. Inga underarter finns listade i Catalogue of Life.